# Sentiment (album)
Sentiment je studiové album českého zpěváka Karla Gotta. Vydal jej Supraphon v září 2011 a obsahuje celkem sedmnáct písní, zahraničních coververzí přetextovaných do češtiny. Patří mezi ně například „As Time Goes By“ z filmu Casablanca („Tak půjdem spát“) či „What a Wonderful World“ („Svět je báječnej kout“), kterou původně proslavil Louis Armstrong. Autorem sedmi textů je Pavel Vrba. Obsahuje ale také písně českého původu, například „Blues pro tebe“ od Jiřího Suchého a „Tvůj krok zní“ od Alfonse Jindry. Deska byla nahrána za doprovodu Big Bandu Českého rozhlasu, který vedl dirigent Václav Kozel. Album bylo pokřtěno ve studiu Českého rozhlasu a jedním z jeho kmotrů byla zpěvačka Jitka Zelenková.

## Seznam skladeb
1. Sentiment
2. Chraň Bůh
3. Svět je báječnej kout
4. Kdo ví, kde je ta pláž
5. Každý jednou velkou lásku potká
6. Blues pro tebe
7. Bláznem zdám se
8. Miss Jones
9. Ty jsi můj zvláštní Anděl
10. Všechno právě teď je jen
11. Dívka v modrém
12. Tvůj krok zní
13. Já a můj svět
14. Ten pán, co tančí s vámi
15. Zpívám jednu píseň dál a dál
16. Dobré roky to jsou
17. Tak půjdem spát